# Obaidullah Akhund
Obaidullah Akhund (en idioma pashto ملا عبيدالله آخوند) (? - 5 de marzo de 2010) fue un mulá afgano y ex-ministro de defensa del Emirato Islámico de Afganistán (régimen talibán). Después de la invasión de 2001, se convirtió en un comandante insurgente contra Estados Unidos de América y sus aliados.

## Biografía
Según los informes capturados por Pakistán y las fuerzas de seguridad el 2 de marzo de 2007, Obaidullah nació en Panjwai, un barrio de la provincia de Kandahar, Afganistán.
Mulá Obaidullah Akhund fue el ministro de Defensa Afgano, y el segundo de los tres adjuntos del mulá Omar, el Emir de los Creyentes. Es visto como el "número tres" de los talibanes. A finales de 2001 o principios de 2002, se entregó a las tropas de la Alianza del Norte, pero fue puesto en libertad como parte de una amnistía. Fue uno de los principales líderes militares en 2003, y fue nombrado como Consejero de los muyahidines de la Shura. Se cree que fue uno de los líderes talibanes más cercanos a Osama bin Laden, jefe de la organización paramilitar Al-Qaeda. Abdul Latif Hakimi, quien fue capturado por Pakistán en 2005, dijo que Obaidullah fue una de las dos personas con acceso directo a mulá Omar, y que Obaidullah había ordenado personalmente los ataques insurgentes, entre ellos el homicidio de un funcionario de ayuda exterior en marzo de 2005.
Obaidullah fue capturado por las fuerzas pakistaníes el 26 de febrero de 2007, en la ciudad de Quetta, que se encuentra en Baluchistán, cerca de la frontera con Afganistán. Los Talibanes negaron que haya sido capturado. Obaidullah es el oficial Talibán de más alto rango capturado desde la  invasión Estadounidense a Afganistán. La detención coincidió con la visita del Vicepresidente de Estados Unidos Dick Cheney en Afganistán y Pakistán a finales de febrero de 2007, pero por el momento se han reportado al caso de ser una coincidencia y no una reacción a la visita de Cheney. 